# Granica (film 1938)
Granica – polski film fabularny z 1938 roku w reżyserii Józefa Lejtesa, według scenariusza napisanego wraz ze Stanisławem Urbanowiczem i Eugeniuszem Bundą na podstawie powieści Zofii Nałkowskiej. Jest to pierwsza kinowa adaptacja dzieła Nałkowskiej, przed filmem Jana Rybkowskiego z 1977 roku.

## Fabuła
Młody arystokrata Zenon Ziembiewicz wraca do kraju, ze studiów w Paryżu. Na miejscu odnawia znajomość z dawną ukochaną Elżbietą. Równocześnie nawiązuje romans z młodą służącą – Justyną. Nie przejmuje się tym, że swoim zachowaniem krzywdzi obie zakochane w nim kobiety. Gdy Justyna oznajmia Zenonowi, że jest w ciąży, Elżbieta z nim zrywa. Zenon stara się zapomnieć o nieudanych podbojach miłosnych, jako prezydent Warszawy stara się energicznie pracować. Justyna na prośbę Zenona dokonuje aborcji, podczas gdy ostatecznie on sam wiąże się z Elżbietą. Z tęsknoty za utraconym dzieckiem Justyna planuje zemstę; w międzyczasie prezydenta pogrąża afera budowlana z jego udziałem. Justyna, złożywszy wizytę u Zenona, wypala mu twarz kwasem. Okaleczony Zenon strzela sobie w skroń i pozbawia się życia.

## Obsada
- Jerzy Pichelski – Zenon Ziembiewicz
- Mieczysława Ćwiklińska – matka Zenona
- Elżbieta Barszczewska – Elżbieta Biecka
- Mieczysław Cybulski – Franek
- Stanisława Wysocka – ciotka Elżbiety, Kolichowska
- Lena Żelichowska – Justyna Bogutówna
- Helena Buczyńska – matka Justyny
- Bogusław Samborski – plenipotent Czechliński
- Zbigniew Ziembiński – Awaczewicz
- Aleksander Zelwerowicz – ojciec Zenona
- Jan Ciecierski – lekarz
- Wanda Jarszewska – Tawnicka
- Aleksander Bogusiński – Tczewski
- Izabella Kalitowicz – Posztraska
- Alina Halska – zakonnica
- Jerzy Kordowski – kelner
- Janina Krzymuska – Niestrzępowa
- Zofia Wierzejska – Warkoniowa
- Jadwiga Bukojemska – Wagner
- Jan Tomasik – rewident
- Jerzy Chodecki – lokaj
- Zygmunt Strużewski – portier

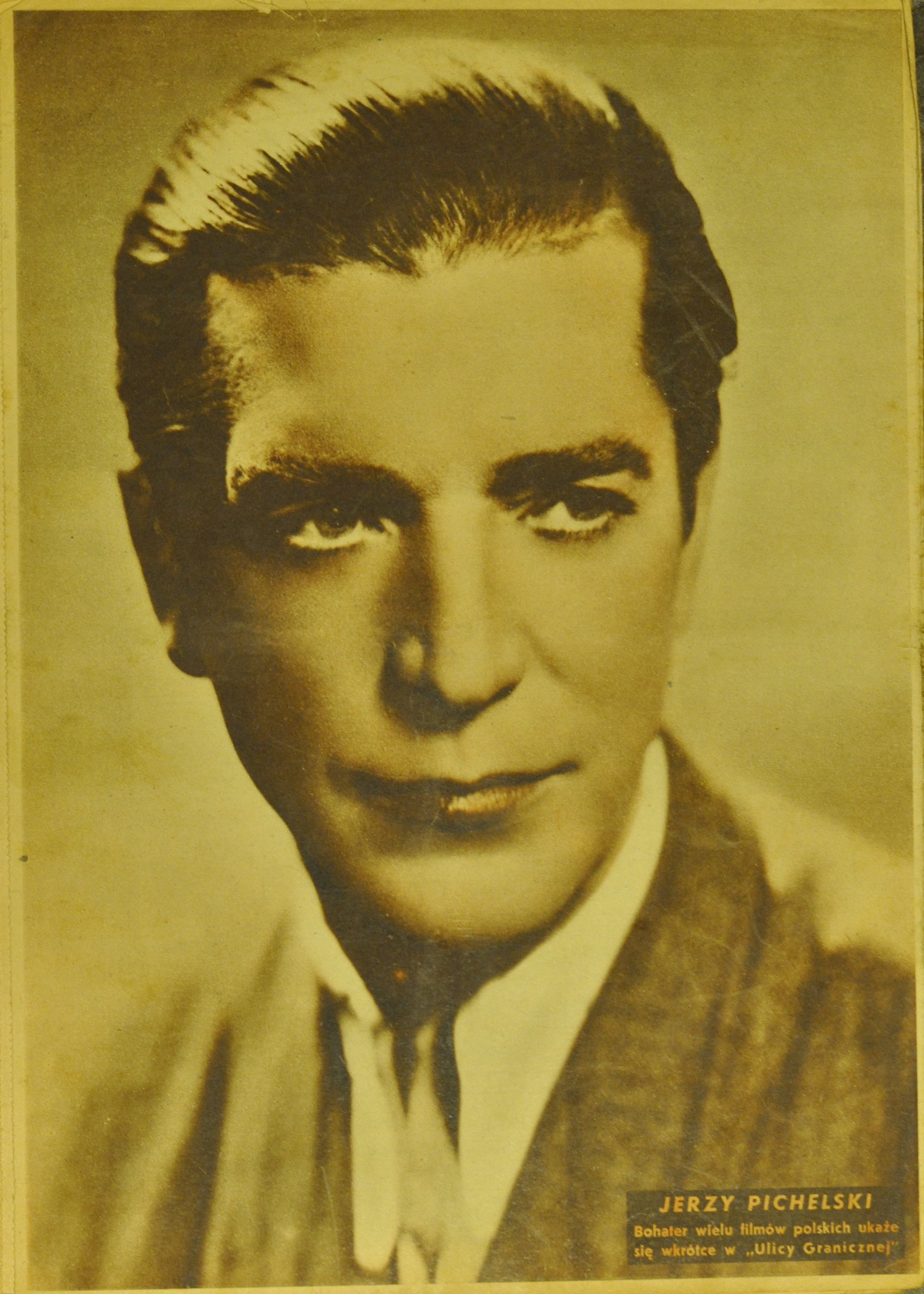
Jerzy Pichelski (1947)
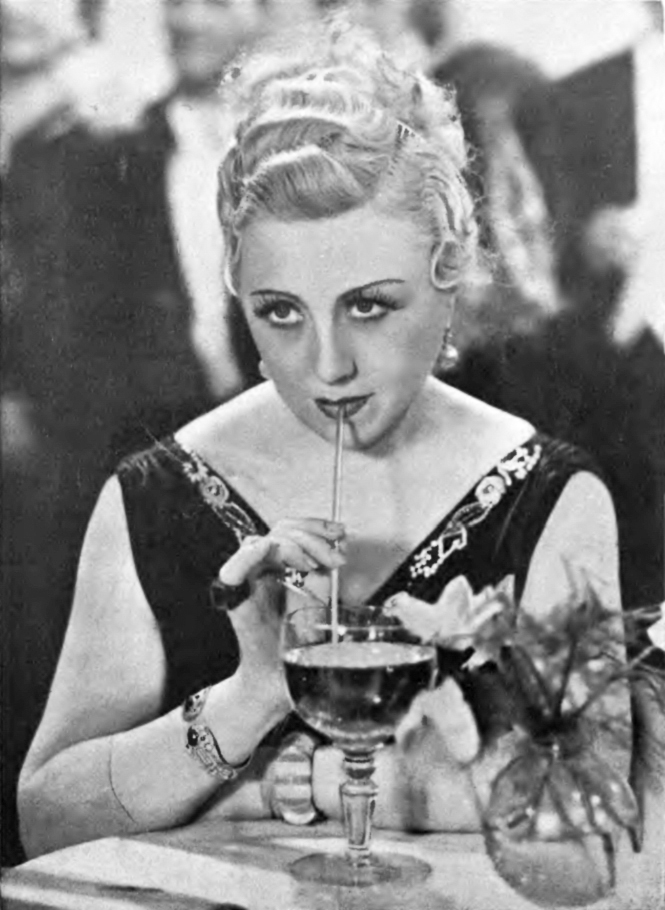
Mieczysława Ćwiklińska (1937)
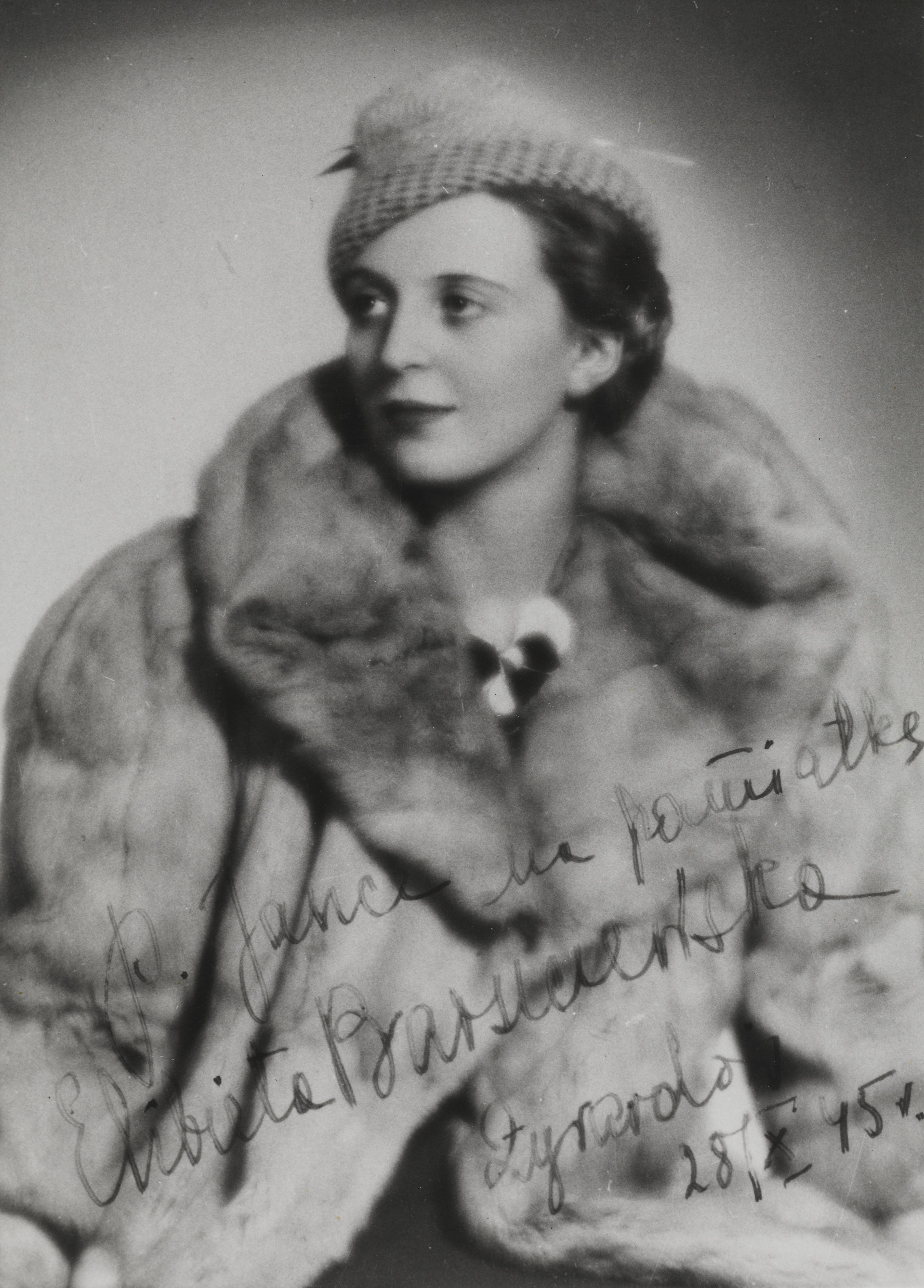
Elżbieta Barszczewska (1947)
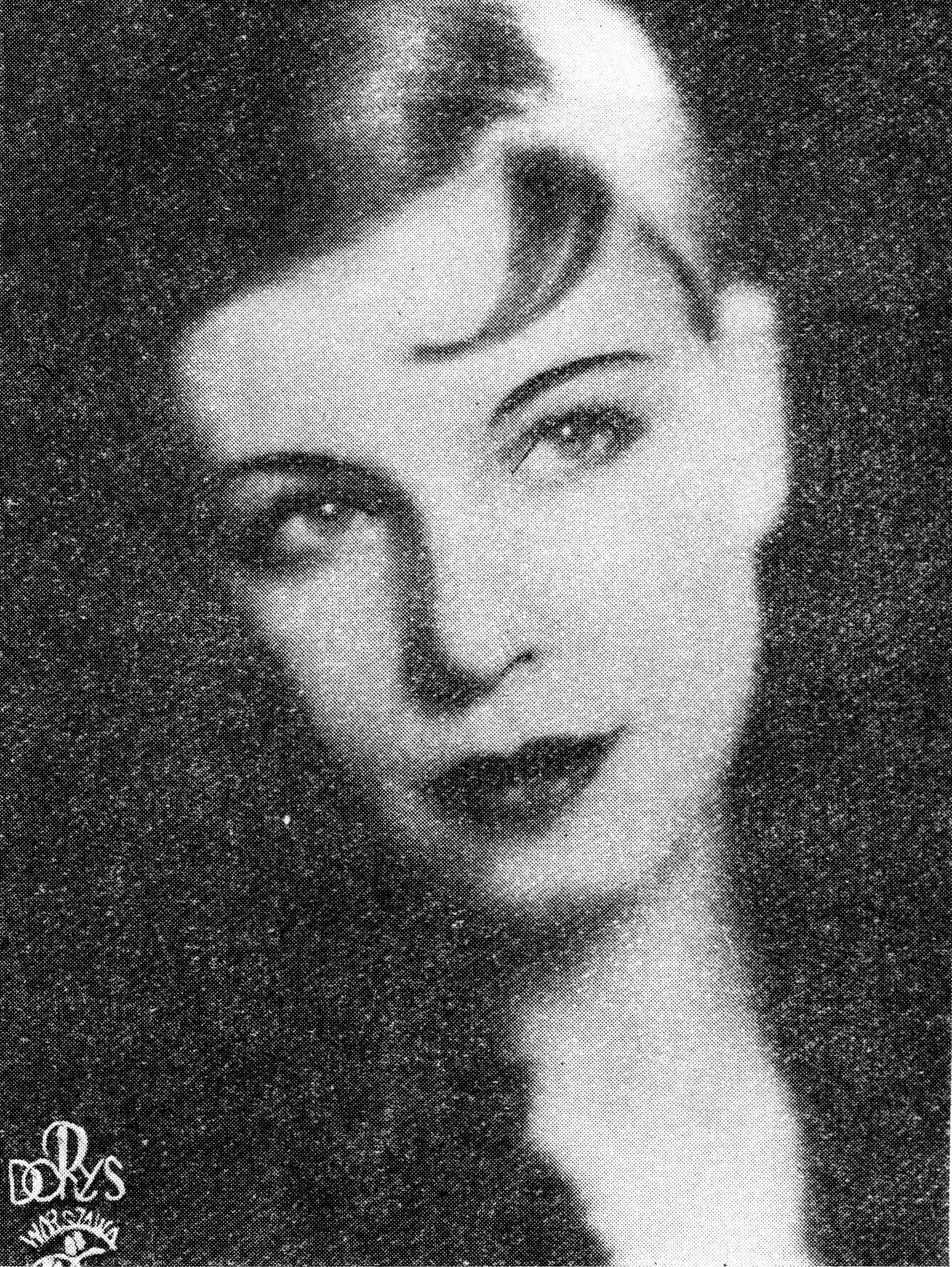
Lena Żelichowska (1931)

## Produkcja

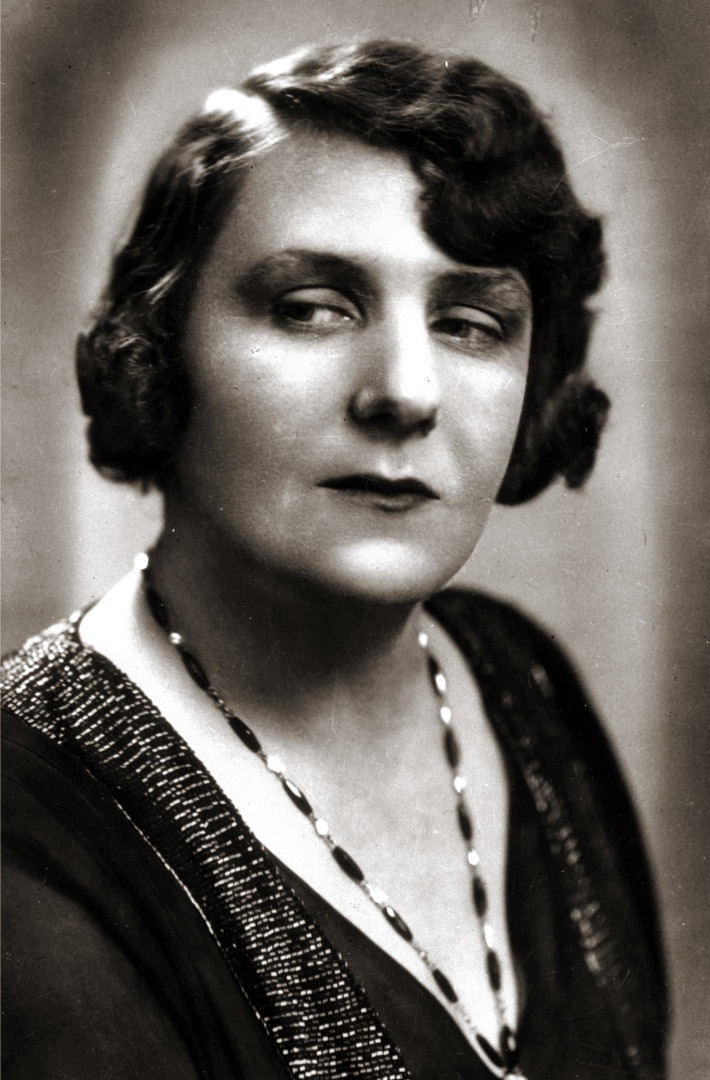
Zofia Nałkowska (1932), autorka pierwowzoru literackiego

Podstawą literacką dla filmu Józefa Lejtesa była powieść Zofii Nałkowskiej Granica (1935), która w chwili pierwszego wydania została bardzo pozytywnie przyjęta przez krytyków, była też wielce poczytna (2600 egzemplarzy do 1939 roku). Lejtes wraz ze Stanisławem Urbanowiczem i Eugeniuszem Bundą napisał scenariusz na podstawie powieści, przy udziale samej Nałkowskiej; w reżyserii Lejtesowi asystowali Bunda i Krystyna Zelwerowicz. Zdjęcia do filmowej wersji Granicy nakręcił Seweryn Steinwurzel, natomiast scenografię wykonali Jacek Rotmil i Stefan Norris. Muzykę skomponował Marian Neuteich, a kierownikiem produkcji został Norbert Tarler. Film wyprodukowała wytwórnia Parlofilm.

## Odbiór

Plakat zawiadamiający o pokazie filmu Granica w Sanoku w 1939

W chwili premiery Granica odniosła wielki sukces komercyjny, lecz po II wojnie światowej długo była przyjmowana niechętnie. Jerzy Toeplitz w retrospektywnym artykule dla „Filmu” z 1963 roku uznawał, że obsada aktorska została źle dobrana, a Lejtes zmarnował krytyczny potencjał powieści Nałkowskiej, zwłaszcza na tle lepiej zaadaptowanych filmów opartych na gorszych powieściach z epoki (np. Wspólnego pokoju, 1959, Wojciecha Jerzego Hasa na podstawie powieści Zbigniewa Uniłowskiego). Toeplitz podsumowywał: „Zenon Ziembiewicz, Elżbieta Biecka i Justyna Bogutówna – to postacie, które warto wskrzesić na ekranie. W pełnym wymiarze – a nie w wersji okaleczonej […], spreparowanej przez wytwórnię Parlofilm”.
Krytyk filmowy Jan Olszewski w tekście z 1978 roku wyraził inną opinię. Wprawdzie z rozczarowaniem przyjmował nazbyt jednoznaczną kreację Pichelskiego jako Ziembiewicza, lecz chwalił obsadę ról drugoplanowych i rolę, jaką w odbiorze filmu odgrywają rekwizyty. Staroświeckie meble towarzyszące pierwszej części filmu konotują „nastrój pogody, spokoju i bezpieczeństwa”, natomiast druga część filmu z nowoczesnym umeblowaniem wnętrza mieszkania bohatera eksponuje „chłód, trzeźwość, wyrachowanie”. Zdaniem Olszewskiego ów kontrast pokazuje „metaforyczny portret współczesnej sobie [reżyserowi] Polski”.
Sheila Skaff pisała natomiast w retrospektywnej książce z 2008 roku, iż „dobrze wykreowane postacie sprawiają, że jest to jeden z najbardziej podziwianych i naśladowanych filmów przedwojennej Polski”. Zdaniem Skaff, na przykładzie takich filmów jak Dziewczęta z Nowolipek i Granica, Lejtes ujawnia „wyjątkową zdolność do tworzenia szeregu kobiecych postaci różniących się postawami i pragnieniami, ale połączonych złożonością i głębią ich osobowości”. Ewelina Wejbert-Wąsiewicz wskazywała Granicę Lejtesa jako jeden z pierwszych polskich filmów poruszających wątek niechcianej ciąży i aborcji. Wojciech Otto z kolei wymieniał Granicę wśród ledwie kilku filmów o ambicjach artystycznych w międzywojennej Polsce, obok Legionu ulicy (1932) Aleksandra Forda, Ludzi Wisły (1938) Forda i Jerzego Zarzyckiego (1938), Przebudzenia (1934) Forda i Jana Nowiny-Przybylskiego oraz Strachów (1938) Eugeniusza Cękalskiego i Karola Szołowskiego.
Joanna Preizner podsumowywała, że tak jak Dziewczęta z Nowolipek, Granica „w przeciwieństwie do wielu produkcji z tego okresu […] mówiła o konkretnych problemach, odwoływała się do doświadczeń znanych niemal każdemu”. Oba filmy Lejtesa zdaniem Preizner „były świetnie zrealizowane […] i zagrane”.

## Literatura
- Jan Lewandowski: 100 filmów polskich. Chorzów: Videograf II, 2004, s. 16. ISBN 83-7183-326-1.